# Iran na Zimowych Igrzyskach Olimpijskich Młodzieży 2012
Iran na Zimowych Igrzyskach Olimpijskich Młodzieży 2012, które odbywały się w Innsbrucku, reprezentowało 3 zawodników.

## Skład reprezentacji Iranu

### Biegi narciarskie
Chłopcy
| Zawodnik             | Konkurencja   | Kwalifikacje | Kwalifikacje | Ćwierćfinał   | Ćwierćfinał   | Półfinał      | Półfinał      | Finał         | Finał         |
| Zawodnik             | Konkurencja   | Wynik        | Miejsce      | Wynik         | Miejsce       | Wynik         | Miejsce       | Wynik         | Miejsce       |
| -------------------- | ------------- | ------------ | ------------ | ------------- | ------------- | ------------- | ------------- | ------------- | ------------- |
| Yaghoub Kiashemshaki | Sprint        | 2:10.72      | 49.          | Nie awansował | Nie awansował | Nie awansował | Nie awansował | Nie awansował | Nie awansował |
| Yaghoub Kiashemshaki | Bieg na 10 km |              |              |               |               |               |               | 37:14.4       | 41.           |

### Narciarstwo alpejskie
Chłopcy
| Zawodnik  | Konkurencja     | Wyniki  | Wyniki  | Wyniki  | Wyniki  |
| Zawodnik  | Konkurencja     | Runda 1 | Runda 2 | Razem   | Miejsce |
| --------- | --------------- | ------- | ------- | ------- | ------- |
| Nima Baha | Slalom          | 49.04   | 48.76   | 1:37.80 | 30.     |
| Nima Baha | Slalom gigant   | 1:06.73 | 1:03.86 | 2:10.59 | 34.     |
| Nima Baha | Supergigant     |         |         | 1:17.43 | 39.     |
| Nima Baha | Superkombinacja | 1:16.00 | 45.93   | 2:01.93 | 31.     |

Dziewczęta
| Zawodnik    | Konkurencja     | Wyniki           | Wyniki           | Wyniki           | Wyniki           |
| Zawodnik    | Konkurencja     | Runda 1          | Runda 2          | Razem            | Miejsce          |
| ----------- | --------------- | ---------------- | ---------------- | ---------------- | ---------------- |
| Greta Small | Slalom gigant   | Nie wystartowała | Nie wystartowała | Nie wystartowała | Nie wystartowała |
| Greta Small | Supergigant     |                  |                  | 1:28.41          | 32.              |
| Greta Small | Superkombinacja | 1:24.82          | 50.15            | 2:14.97          | 30.              |